# Anzing (Einheit)
Anzing, auch Atzing, war ein bayrisches Flächenmaß.
- 1 Anzing = ½ Morgen (bayr.)